# Surwiliszki (obwód grodzieński)
Surwiliszki (biał. Сурвілішкі) – wieś (dawniej miasteczko) na Białorusi, w obwodzie grodzieńskim, w rejonie iwiejskim, przy granicy z Litwą (Worek Dziewieniski).
W II Rzeczypospolitej w woj. nowogródzkim, w powiecie wołożyńskim. Należały do gminy Traby. W 1921 roku miejscowość liczyła zaledwie 87 mieszkańców i była najmniejszym miasteczkiem województwa. Po wojnie wieś weszła w struktury administracyjne Związku Radzieckiego.